# Jordi Alvinyà i Rovira
Jordi Alvinyà i Rovira (nascut Jorge Alviña Rovira; Barcelona, 8 de febrer de 1957) és un polític i advocat català.

## Biografia
De nissaga urgellenca, és fill de l'advocat Josep Maria Alvinyà i Fornesa. Llicenciat en Dret per la Universitat de Barcelona el 1979, va diplomar-se en direcció general (PDG) el 1998 a l'IESE de Barcelona (Universidad de Navarra).

## Trajectòria
Director general de Centres Docents del Departament d'Ensenyament, el 1988 fou nomenat director general de Radiodifusió i Televisió del Departament de la Presidència, i en 2004 secretari de Telecomunicacions i Societat de la Informació, substituint Carles Martin. Juntament amb Amadeu Abril i Manuel Sanromà, fou un dels impulsors del domini d'Internet .cat com a secretari de Telecomunicacions i Societat de la Informació i president executiu del CTiTI. En deixar la seva activitat com a directiu públic, es reincorporà al seu despatx professional.